# 冷泉為広
冷泉 為広（れいぜい ためひろ）は、室町時代後期から戦国時代にかけての公卿・歌人。権大納言・冷泉為富の子。官位は正二位・権大納言。上冷泉家6代当主。

## 経歴
文明9年（1477年）、従三位に叙位。文亀元年（1501年）に正二位に昇り、永正3年（1506年）に権大納言兼民部卿に至る。11代将軍・足利義澄の室町幕府・相伴衆を務め、永正5年（1508年）に義澄が将軍職を追われると、それに従って出家して宗清と号した。
能登国守護の能登畠山氏と最も親しく、能登に長らく在国し、同国で薨去したともいわれる。
歌人としては、『為広卿集』『為広詠草』などの歌集が伝わる。

## 文献における記載
『耳嚢』巻之一「為広塚の事」に以下の記述がある。
加賀・能登の境に、冷泉為広の歌塚といへる物有し由。左に記す。
季世尓残牟
為広塚加能
跡動無建碑
如斯にて歌に詠じ侍れば、
すゑの代に残さんがため広塚のあと動ぎなくたつる石ふみ

## 系譜
注記のないものは「御子左系図」『続群書類従』巻第148所収による。
- 父：冷泉為富
- 母：不詳
- 妻：丹波重長の娘[1]
  - 男子：冷泉為和（1486年 - 1549年）
  - 男子：応猷
- 生母不明の子女
  - 男子：尊俊
  - 男子：孝我
  - 女子：将軍家女房